# رونان كورتيس
رونان كورتيس (بالإنجليزية: Ronan Curtis)‏ هو لاعب كرة قدم بريطاني في مركز نصف الجناح، ولد في 29 مارس 1996 في كرويدون في المملكة المتحدة. شارك مع منتخب جمهورية أيرلندا تحت 21 سنة لكرة القدم. أما مع النوادي، فقد لعب مع نادي بورتسموث.

## وصلات خارجية
- رونان كورتيس على موقع الاتحاد الأوربي (الإنجليزية)
- رونان كورتيس على موقع قاعدة بيانات كرة القدم.إي يو (الإنجليزية)
- رونان كورتيس على موقع ناشيونال فوتبول تيمز (الإنجليزية)
- رونان كورتيس على موقع Soccerbase.com (لاعب) (الإنجليزية)
- رونان كورتيس على موقع Soccerway.com (الإنجليزية)